# Eurofurence
Az Eurofurence (gyakran EF-nek rövidítve) egy furry rajongói találkozó, amely kezdetben minden évben más-más helyszínen került megrendezésre Európában, de 2004 óta Németországban rendezik meg. Az esemény látogatottsága 1995 óta folyamatosan növekszik: a 2024-ben megrendezett hamburgi Eurofurence 28 rendezvényen már 5241 résztvevő vett részt, ezzel az Egyesült Államokon kívüli legnagyobb furry találkozóvá nőtte ki magát. A rendezvény neve a kortárs amerikai társesemény, a ConFurence nevéből ered, hangsúlyozva a találkozó európai jellegét.
2000 óta az Eurofurence szervezését már nem egyéni személyek végzik, hanem a német Eurofurence e.V. egyesület, amely a rendezvény adminisztratív testületeként működik.

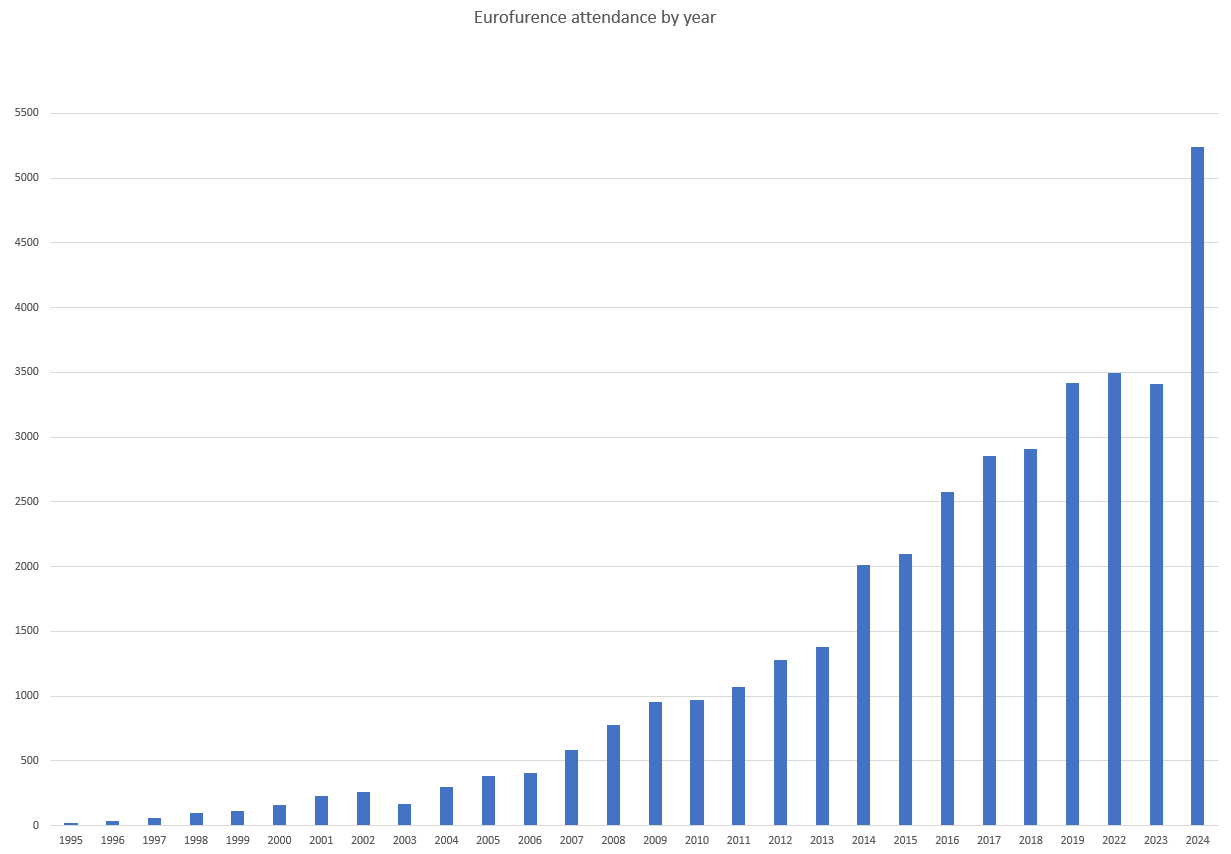
Az Eurofurence résztvevőinek száma évről évre

## Fordítás
Ez a szócikk részben vagy egészben  az   Eurofurence című angol Wikipédia-szócikk fordításán alapul.  Az eredeti cikk szerkesztőit annak laptörténete sorolja fel. Ez a jelzés csupán a megfogalmazás eredetét és a szerzői jogokat jelzi, nem szolgál a cikkben szereplő információk forrásmegjelöléseként.